# Woodfordia (genre végétal)
Pour les articles homonymes, voir Woodfordia (homonymie).
Genre
Classification phylogénétique
Woodfordia est un genre de plantes à fleurs de la famille des Lythraceae dont les espèces sont endémiques d'Inde.

## Liste des espèces
- Woodfordia fruticosa (L.) Kurz : Dhataki
- Woodfordia floribunda